# Mats Hessel
Mats Hessel, född 13 mars 1961, är en svensk före detta ishockeyspelare som spelade tolv säsonger med AIK och erövrade två SM-guld. Han spelade 19 landskamper för Tre Kronor, varav en internationell turnering, OS 1984 där Sverige vann bronsmedaljer.

## Meriter
- SM-guld 1982, 1984
- OS-brons 1984

## Klubbar
- AIK 1978-1989 Elitserien
- Rögle BK 1989-1990 Division 1